# Realidade de consenso
Realidade de consenso ou realidade consensual é aquilo que é geralmente aceito como sendo realidade, com base em uma visão de consenso.
A dificuldade com a questão decorre da preocupação de que os seres humanos não compreendem plenamente de fato ou concordam sobre a natureza do conhecimento ou ontologia, e consequentemente não é possível ter-se certeza além da dúvida do que é real. Assim, esta linha de lógica conclui, não podemos de fato ter certeza além de qualquer dúvida sobre a natureza da realidade. Podemos, no entanto, procurar obter alguma forma de consenso, com os outros, do que é real. Podemos usar este consenso pragmático como um guia, ou na hipótese de que ele pareça aproximadamente algum tipo de realidade válido, ou simplesmente porque é mais "prático" do que as alternativas percebidas. A realidade de consenso visa, portanto, a conceitos acordados de realidade que as pessoas, ou uma cultura ou grupo, tem no mundo, acreditando o que seja verdadeira (real ou tratado como), geralmente com base em suas experiências comuns como acreditam que sejam; quem não concorda com isto é às vezes definido como "em efeito ... vivendo em um mundo diferente."